# Eurynome (Tochter des Nisos)
Eurynome (altgriechisch Εὐρυνόμη Eurynómē) ist eine Figur in der griechischen Mythologie. 
Sie war die Tochter des Königs Nisos von Megara. Athene lehrte sie alle Künste und beschenkte sie mit Klugheit und ein wunderbarer Duft stieg aus ihrem silbernen Gewand, wenn sie sich bewegte.
Als sie im heiratsfähigen Alter war, heiratete sie Glaukos, den Sohn des Sisyphos. Daraufhin gebar sie Bellerophon. Als Vater von Bellerophon wird auch Poseidon angegeben. Somit wäre er der Halbbruder von Pegasos. Sie war auch die Mutter des Deliades, Piren und Alkimenes.